# راسيبورز
راسيبورز (بالإنجليزية: Racibórz)‏ [raˈt͡ɕibuʂ] ((بالألمانية: Ratibor)‏, (بالتشيكية: Ratiboř)‏, قالب:Lang-szl) هي مدينة في محافظة سيليزيا في جنوب بولندا .
مع أوبولي ، تعد راسيبورز واحدة من العواصم التاريخية لسيليزيا العليا ، كونها مقر دوقات راسيبورز من 1172 إلى 1521.

## توأمة
لراسيبورز اتفاقيات توأمة مع كل من:
- كالينينغراد (2002 - )
- ليفركوزن
- Zugló [الإنجليزية]‏
- كيدزيرزن كوزله
- أوبافا
- غوت
- Tysmenytsia [الإنجليزية]‏
- ريكسهام

## أعلام
- سيباستيان تيرالا
- ليشيك أولزوسكي
- أرنولد إريك بيرغر
- أرتور نوغا
- يوسف شخت